# Didaké
Didaké – andre navneformer: Didache, De tolv apostles Lære, dets fuldstændige titel er Herrens lære formidlet af de tolv apostle til hedningefolkene – er et oldkirkeligt skrift, der stammer fra perioden år 100 til 150. Ordet Didaké er græsk og betyder 'lære', 'belæring'. 

Som Didaké betegner man også belæringen efter dåben, i modsætning til Kerygma, belæringen af voksne udøbte før dåben. (de:Didache)
Skriftet blev formentligt forfattet i græsktalende menigheder i Syrien. Der er tale om en af de første kirke- og menighedsordninger, som kendes fra tiden efter Det Nye Testamentes tilblivelse.
Skriftet giver et værdifuldt indblik i, hvad kristne menigheder anså for vigtigt i det 2. århundrede efter Kristus. Et stort afsnit om de to veje – livets og dødens vej vidner om blandt andet om en høj moral.
Didaké blev fundet i Konstantinopel i 1873 og udgivet første gang i 1883.

## Skriftets Indhold
Kapitel 1-6: Belæring til dåbskandidaten om livets vej og dødens vej. (Kan sammenlignes med Læren om de to veje i Barnabasbrevet kapitel 18-20).

Kapitel 7: Forskrifter for dåben.

Kapitel 8: Forskirfter for fasten, og bønnen Fadervor. 

Kapitel 9-10: Forskrifter for nadveren.

Kapitel 11: Om at prøve og skelne omvandrende lærere, apostle og profeter.

Kapitel 12: Beværtning af omvandrende brødre.

Kapitel 13: Beværtning af 'sande profeter'.

Kapitel 14: Forskrifter for menighedens sabbatsgudstjeneste.

Kapitel 15: Om at menigheden selv skal udpege sine biskopper og diakoner.

Kapitel 16: Om at være årvågen i forventningen om 'de sidste tider'.